# Почерк Леонардо
«Почерк Леонардо» — книга Дины Рубиной, изданная в 2008 году издательством ЭКСМО тиражом 75100 экземпляров.

## Сюжет
Книга повествует о девушке по имени Анна, обладающей удивительным даром к ясновидению. Она пишет необычным «зеркальным» почерком, сходным с почерком Леонардо да Винчи и имеет мистическую связь с зеркалами. Её способности связаны с тем, что она является потомком Вольфа Мессинга.
В первых частях книги рассказывается о её жизни в детском доме на Украине и в приёмной семье. Приёмная мать Анны (которую тогда звали Нютой), Машута, удивляется её поведению и странному интересу к зеркалам. Понимает её лишь Элиэзер, старый чудак, пишущий таким же почерком.
В следующих частях говорится о том, как главная героиня путешествовала по миру вместе с цирком. Однако её дар предвидения приносит ей лишь несчастья: ведь изменить она ничего не может и вынуждена наблюдать, как сбываются предсказанные ею трагедии. Кроме того, окружающие из-за её способностей начинают с недоверием относиться к ней и даже бояться её.

## Особенности
События показываются с точки зрения разных героев, в том числе бывшего мужа Анны и её друзей.